# Filmas apie nežinomą menininkę
Filmas apie nežinomą menininkę (deutsch Film über eine unbekannte Künstlerin) ist ein litauischer Kurzfilm von Laura Garbštienè aus dem Jahr 2009. In Deutschland feierte der Film am 30. April 2010 bei den Internationalen Kurzfilmtagen in Oberhausen Weltpremiere.

## Handlung
Eine unbekannte Künstlerin tut Buße an litauischen Wallfahrtsorten, da sie nicht berühmt ist und deswegen ein schlechtes Gewissen hat.

## Kritiken
„Muss man in der erfolgsorientierten Gesellschaft von heute leiden, ja schlechtes Gewissen entwickeln, wenn man erfolglos und unbekannt bleiben sollte? In ihrem Film über eine unbekannte Künstlerin erschafft Laura Garbštiene. die unvergessliche tragikomischen Figur einer Außenseiterin, die sich auf naive Weise um Anschluss an die große Welt bemüht. Der Film wirkt frisch, unverfälscht und erfinderisch wie an den ersten Tagen des Kinos.“

„In täuschend rauem Stil, dabei aber vielschichtig und leichtfüßig, drückt dieser Film seinen Pathos, Witz und seine politische Haltung durch Performance aus.“

## Auszeichnungen
Internationale Kurzfilmtage Oberhausen 2010
- Lobende Erwähnung der Internationalen Jury
- FIPRESCI-Preis